# Monomorium destructor
Monomorium destructor é uma espécie de insetos himenópteros, mais especificamente de formigas pertencente à família Formicidae.
A autoridade científica da espécie é Jerdon, tendo sido descrita no ano de 1851.
Trata-se de uma espécie presente no território português.